# Jeanne Favret-Saada
Jeanne Favret-Saada (1934, protectorado francés de Túnez) es una etnóloga francesa. Licenciada en filosofía en 1958,derivó sus investigaciones hacia el campo antropológico donde fue reconocida principalmente por sus trabajos sobre la brujería rural en Francia.

## Biografía
Jeanne Favret-Saada era originaria de la comunidad judía de Sfax, en el sur de Túnez.
La etnóloga pertenecía a la familia Saada, proveniente de las tribus indígenas que vivieron en Túnez durante la conquista colonial de 1881. Su abuelo fue presidente de las comunidades del sur de Túnez, y su padre ocuparía más tarde este mismo cargo.
Debido a su pertenencia a una numerosa familia judía de nacionalidad francesa a diferencia de otros judíos en Túnez, Saada se interesó por la antropología. Quería investigar aspectos políticos y sociales de la historia de su familia y, en particular, por qué los Saada son los únicos entre los judíos de Sfax que tienen la nacionalidad francesa. Su padre, Georges Favret-Saada, fue un filósofo francés, políticamente comprometido, que contribuyó en ámbitos como la filosofía social y política. Decidió ir a Francia para estudiar filosofía en la Universidad de la Sorbona, luego se convirtió en antropóloga después de algunos años de formación, como fue el caso de muchos otros filósofos durante este tiempo, como Pierre Clastres y Hélène Clastres.
Terminó sus estudios en 1959 y comenzó su carrera profesional el mismo año. También entonces que partió hacia Argel con su marido.Dio a luz a su primer hijo en 1960 y al segundo en 1961 mientras trabajaba en la Universidad de Argel.

## Carrera profesional

### En Argelia
Durante el verano de 1959, la etnóloga partió hacia Argel, donde su marido estaba destinado a realizar el servicio militar. Pierre Bourdieu, entonces destinado en la Universidad de Argel, pide a Jeanne Favret-Saada que le sustituya. A la edad de 25 años, Saada se convirtió en asistente en la Facultad de Letras de Argel.Allí enseñó etnología de Argelia y filosofía de Karl Marx, mientras esperaba la oportunidad de convertirse en etnóloga de campo tras el final de la Guerra de Argelia.
En 1962, en el contexto del fin de la Guerra de Argelia, la enseñanza de las teorías marxistas amenazó la vida de la etnóloga. Recibió amenazas de muerte por parte de la OEA (Organización del Ejército Secreto), y individuos la siguieron en varias ocasiones para amenazarla.
Después de la independencia de Argelia en 1962, Saada vio la posibilidad de trabajar en el campo.Ese mismo año, durante el verano, la etnóloga conoció en París a Margaret Mead con quien discutió cuestiones políticas para los judíos en Túnez. Continuó su docencia en Argel y formó un equipo de etnólogos de investigación formado por argelinos y pies rojos.
Saada logra circular por el campo argelino gracias, en particular, a ex oficiales del ALN que la acompañan. Su objetivo era descubrir y observar los lugares afectados por la revolución en aquel momento.Aprendió sobre cuestiones políticas, mientras realizaba trabajos antropológicos observando estas insurrecciones y revoluciones en numerosos campos argelinos.En 1964, una investigación sobre la reorganización democrática de los comités de autogestión rural quedó inconclusa debido a las tensiones políticas de la época y al conocimiento por parte de los investigadores de su origen judío, y la etnóloga decidió regresar a Francia.

### En Francia
Regresó a Francia en 1964 con su familia y asistió a los seminarios de mitología de Claude Lévi-Strauss, mientras escribía sus propios artículos. En 1965, Saada obtuvo una subvención de la Fundación Wenner Gren para la Investigación Antropológica.En 1966, se convirtió en miembro del Laboratorio de Etnología y Sociología Comparada de Nanterre (LESC).
En 1968, un artículo antropológico de Saada titulado “Segmentariedad en el Magreb», finalizada en 1966, fue publicada por la revista L'Homme. Este texto analiza las políticas de Cabilia en el siglo XIX, que también será analizado más adelante por Pierre Clastres. Incapaz de continuar su trabajo de campo en Cabilia, decidió cambiar su especialización, pero sin dejar de tener la ambición de convertirse en etnóloga de campo en Argelia.En 1969 empezó a trabajar en una región de Bocage en el noroeste de Francia. Se instaló con sus hijos en Vaucé(rebautizada Saint-Auvieux para mantener el anonimato) para comenzar su trabajo de campo en Mayenne. Es a partir de este año que la etnóloga iniciará un viaje de 20 años durante el cual dedicará su tiempo a analizar el fenómeno de la brujería y brindar terapia.
Desde que se instaló en Francia, la etnólogo contribuyó mucho a la antropología religiosa de los años 1970 y 1980.

## Obras antropológicas
En los años 1970, inició una investigación sobre la brujería campesina en el campo de Mayenne que se alargó durante tres años. Escribió una obra basada en su experiencia, Les Mots, la Mort, les Sorts (1977), que revela la complejidad de las prácticas hechizantes y no hechizantes.
Favret-Saada describe en particular prácticas "desembrujadoras" que permiten evitar la transformación de acusaciones y contraacusaciones en violencia física, al menos mientras ninguna autoridad intervenga para establecer la verdad sobre lo sucedido. Se puede buscar una forma de suspensión epistemológica. Favret-Saada también estudia y explica las diferentes formas de justificación de la violencia. Relata la anécdota de una persona acusada de practicar brujería, quien, en lugar de simplemente refutar la acusación, busca demostrar su inocencia mediante el uso de prácticas mágicas para contrarrestar los supuestos hechizos.
Esta investigación la llevó también a la práctica psicoanalítica con Josée Contreras con el objetivo de comprender el funcionamiento del sistema de brujería y su impacto en las personas involucradas en él (Corps pour corps, 1981). Después de esto se interesa en una etnología de las terapias. En 1986, se convirtió en directora de la École Pratique des Hautes Études y catedrática de etnología religiosa europea.
En los años 1990, su trabajo se centra en las acusaciones de blasfemia contemporánea (en particular, la fatwa contra Salman Rushdie).
En 2004, en colaboración con Josée Contreras, publicó El cristianismo y sus judíos, 1800-2000, que, a partir del análisis de las representaciones tradicionales de la Pasión en Oberammergau, Baviera, en el siglo XIX, estudia la imagen de los judíos en el catolicismo y en la historia. En 2006 publicó un artículo titulado Un Papa en Auschwitz en la revista Vacarme.
En 2007, Favret-Saada publicó Cómo producir una crisis global con doce pequeños dibujos  Este libro es el resultado de una investigación sobre el llamado asunto de las caricaturas de Mahoma del periódico Jyllands-Posten, que la etnóloga llevó a cabo, entre otros lugares, en su lugar de origen, Dinamarca, donde conoció a varios protagonistas del conflicto.
En 2009, la antropóloga, que había anunciado en 1977 una secuela de su obra Palabras, muerte, hechizos, publicó Désorceler. Retomando los materiales que había recopilado sobre la brujería en Bocage, muestra en particular cómo la acción de un brujo puede describirse como una terapia para el colectivo familiar de agricultores. También analiza cómo una curandera, Madame Flora, inventó un dispositivo terapéutico basado en la baraja del tarot de Mademoiselle Lenormand. Finalmente, propone reconsiderar la noción de afecto para repensar la antropología de las terapias y, más ampliamente, las relaciones con la experiencia ordinaria implícitas en la investigación antropológica.
Jeanne Favret-Saada formó parte del comité de lectura de la revista Prochoix.

### Elementos
- Jeanne Favret Saada, El regreso de la acusación de blasfemia es una revolución en nuestra vida pública - Entrevista a Arnaud Esquerre -, Análisis, Opinión, Crítica (AOC), Colección «Impresiones AOC», nº 3, 2020.
- "A la nueva elegancia radical: “Laicismo, lárgate!» Sobre el libro «¿Es la crítica secular?», Mezetulle, 1 de febrero de 2016, URL https://www.mezetulle.fr/au-nouveau-chic-radical-laicite-degage/
- "Oh! el felino, el vecino sucio…” Revisión del terreno
- Reseña “Weber, emociones y religión” Terrain
- Artículo “Por fin más allá del PACS” en Prochoix

### Con Josée Contreras
- Cuerpo por cuerpo: investigación sobre la brujería en el bocage, Gallimard, 1981
- “Terapia sin saberlo», en Nouvelle Revue de psychanalyse, n. 31, 1985
- “El embrague de la violencia: algunos mecanismos terapéuticos para desembrujar»,[9] en El yo y el otro, Denoël, 1985
- “Oh! el felino, el vecino sucio…»,[9]en Terreno, n. 14, 1990
- El cristianismo y sus judíos: 1800-2000, París, Le Seuil, 2004

### Radio
- Cinco entrevistas difundidas en À voix nue, en Francia Cultura (abril de 2009)

- Datos: Q3176043